# Oops!... I Did It Again (chanson)
Pour les articles homonymes, voir Oops!... I Did It Again (homonymie).
Singles de Britney Spears
From the Bottom of My Broken Heart
(1999) Lucky
(2000)
Pistes de Oops!... I Did It Again
Stronger
(2)
Oops!... I Did It Again est une chanson de l'artiste américaine pop Britney Spears. La chanson a été écrite et produite par Max Martin et Rami Yacoub pour le second album studio de Spears, Oops!... I Did It Again (2000). Elle a été publiée le 27 mars 2000 par Jive Records, en tant que premier single issu de l'album. Oops!... I Did It Again une chanson teen pop parlant d'une fille qui pense que l'amour est un jeu et qui s'amuse avec les émotions de son amant, affirmant qu'elle « n'est pas innocente ». Le pont de la chanson est composé d'un dialogue qui fait référence au film de James Cameron, Titanic (1997).
Un clip d'accompagnement pour Oops!... I Did It Again a été réalisé par Nigel Dick. Il montre Britney en train de danser et chanter sur la planète Mars, pour un astronaute qui est tombé amoureux d'elle. Spears a absolument tenu à porter pour ce clip une combinaison en latex rouge, qui a été jugée trop sexy. Spears interpréta la chanson plusieurs fois à la télévision en direct et aussi lors de trois tournées mondiales : le Oops!... I Did It Again World Tour (durant les rappels), le Dream Within a Dream Tour (lors de la première partie) et enfin durant l'Onyx Hotel Tour, dans une version retravaillée avec des éléments de jazz et de blues.

## Reprises

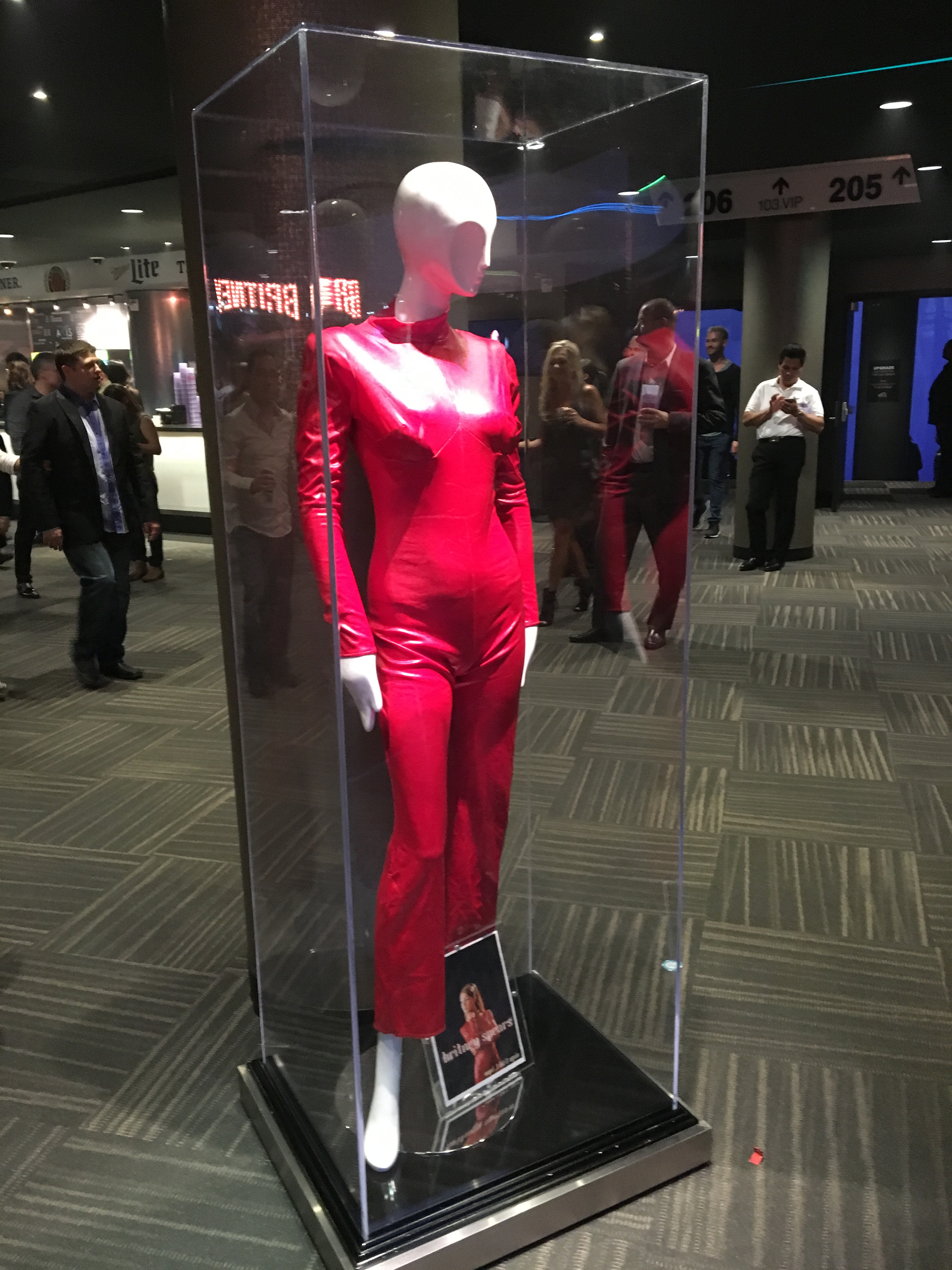
Costume, que Britney Spears porte pour son clip, exposé au Planet Hollywood Resort and Casino à Las Vegas.

- En 2005, le site Internet humoristique Super Master Piece dévoila une version de la chanson appelée Oops I Did It Again!: The Original. Leur version était soi-disant un enregistrement original fait par Louis Armstrong en avril 1932 à Chicago. Toutefois, elle a été effectivement enregistrée par Shek Baker, après la date de sortie de la véritable chanson[1].

- La chanson a été interprétée dans un des épisodes de la série télévisée Glee par l'actrice Lea Michele.
- La chanson fut reprise en version death metal par le groupe finlandais Children of Bodom.
- La chanson a également été reprise par le chanteur allemand Max Raabe.
- La chanson est aussi reprise dans Ginny & Georgia.
- Le titre de la chanson figure dans Le Fils de Chucky, dans une réplique que dit Chucky à Britney Spears après l'avoir tuée.

## Classements
| Classement                              | Meilleure Position |
| --------------------------------------- | ------------------ |
| Allemagne (Media Control AG)            | 1                  |
| Australie (ARIA)                        | 1                  |
| Autriche (Ö3 Austria Top 40)            | 2                  |
| Belgique (Flandre Ultratop 50 Singles)  | 3                  |
| Belgique (Wallonie Ultratop 50 Singles) | 1                  |
| États-Unis (Hot 100)                    | 9                  |
| Finlande (Suomen virallinen lista)      | 2                  |
| France (SNEP)                           | 4                  |
| Italie (FIMI)                           | 1                  |
| Norvège (VG-lista)                      | 1                  |
| Nouvelle-Zélande (RMNZ)                 | 1                  |
| Pays-Bas (Nederlandse Top 40)           | 1                  |
| Royaume-Uni (UK Singles Chart)          | 1                  |
| Suède (Sverigetopplistan)               | 1                  |
| Suisse (Schweizer Hitparade)            | 1                  |

## Source
- James R. Blandford, Britney, Omnibus Press, 2002, 128 p. (ISBN 978-0-7119-9419-5)